# Niwa Korycińska
Niwa Korycińska – część wsi Korytno w Polsce położona w województwie łódzkim, w powiecie radomszczańskim, w gminie Masłowice.
W latach 1975–1998 Niwa Korycińska administracyjnie należała do województwa piotrkowskiego.
Wierni kościoła rzymskokatolickiego należą do parafii Bąkowa Góra.